# Água Boa (aldeia indígena)
Água Boa (Kõnãgmai, em língua maxacali) é uma aldeia e área indígena dos índios Maxacalis, localizada no município de Santa Helena de Minas, nordeste de Minas Gerais. Possui uma área de 2 302 ha e uma população de 415 (1997). As áreas indígenas de Água Boa e de Pradinho (Pananî, em língua maxacali) compõem a Terra Indígena Maxakalí.
Os primeiros registos sobre Água Boa remontam a 1910. Pouco antes de 1920, um funcionário do governo chamado Joaquim Fagundes passou a conviver com os índios e se aproveitou da sua confiança para vender ilegalmente as terras indígenas. Parte das terras foram devolvidas aos índios, mas um trecho entre Água Boa e Pradinho ficou nas mãos de particulares e algumas fazendas se estabeleceram nessa zona, levando a conflitos entre os índios e os fazendeiros e culminando na demarcação descontínua das terras de Água Boa e Pradinho em 1941 e 1956, respectivamente. Apenas em 1998, com a aquisição por parte da Fundação Nacional do Índio (FUNAI) de uma faixa de terreno unindo as duas aldeias, é que a Terra Indígena Maxakalí foi unificada.
Na sequência de um surto de diarreia que vitimou quatro crianças, em fevereiro de 2010 o Ministério Público Federal (MPF) conduziu uma inspeção às aldeias de Água Boa e Pradinho para verificar as condições de vida e de saúde dos índios, tendo constatado as péssimas condições de higiene em que vivem os Maxacalis, devido à inexistência de infraestruturas sanitárias, ao insuficiente fornecimento de água canalizada e à falta de recolha do lixo produzido pelas comunidades. Na sequência da inspeção, o MPF exigiu aos órgãos de administração local e de assistência indígena a tomada de medidas com vista à melhoria das condições de vida dos Maxacalis.